# Glodoaldo Álvarez Oré
Glodoaldo Álvarez Oré (Acoria, 7 de septiembre de 1959) es un político peruano. Fue Gobernador regional de Huancavelica entre 2015 y 2018.

## Biografía
Nació en Acoria, provincia y departamento de Huancavelica, Perú, hijo de Constantino Álvarez Rojas y Perpetua Oré Zambrano. Estudió primaria en la I. E. N° 11600 de Acobamba, y sus estudios secundarios en la I. E. “San Francisco de Asís” de Acobamba y en la Gran Unidad Escolar Santa Isabel de Huancayo. Entre 1996 y 2000 curó estudios superiores de educación en la Universidad Inca Garcilaso de la Vega.
Durante su vida dirigencial y política fue Secretario General del SUTEP Acobamba, jefe de la Cooperación Popular, Regidor Provincial de Acobamba, Alcalde Provincial de Acobamba en dos oportunidades (2003 – 2010); en cuya gestión fue promotor de la Academia Municipal preuniversitaria

### Condena por malversación de fondos públicos
En enero de 2015, Glodoaldo Álvarez fue condenado a dos años de prisión suspendida por el delito de peculado doloso, debido a que en 2006, cuando era alcalde de Acobamba, firmó convenios para efectuar obras de construcción rindiendo cuentas por montos menores.